# Gilberto Carlos Nascimento
Gilberto Carlos Nascimento (nacido el 14 de junio de 1966) es un exfutbolista brasileño que se desempeñaba como centrocampista.
Gilberto Carlos Nascimento jugó para la selección de fútbol de Brasil.

## Trayectoria

### Clubes
| Club               | País   | Año         |
| ------------------ | ------ | ----------- |
| Juventus           | Brasil | 1985 - 1987 |
| Cruzeiro           | Brasil | 1988 - 1989 |
| Juventus           | Brasil | 1990        |
| Palmeiras          | Brasil | 1990 - 1992 |
| Cruzeiro           | Brasil | 1992        |
| Bellmare Hiratsuka | Japón  | 1993 - 1996 |
| Kawasaki Frontale  | Japón  | 1997 - 1998 |
| Internacional      | Brasil | 1998 - 1999 |
| Guarani            | Brasil | 1999        |
| São José           | Brasil | 2000        |
| Santo André        | Brasil | 2001        |
| Ipatinga           | Brasil | 2002        |
| Francana           | Brasil | 2003        |

### Selección nacional
| Selección | País   | Año  |
| --------- | ------ | ---- |
| Absoluta  | Brasil | 1988 |

## Estadística de equipo nacional
| Selección de fútbol de Brasil | Selección de fútbol de Brasil | Selección de fútbol de Brasil |
| Año                           | Part.                         | Goles                         |
| ----------------------------- | ----------------------------- | ----------------------------- |
| 1988                          | 1                             | 0                             |
| Total                         | 1                             | 0                             |